# Indianapolis 500 in 1946

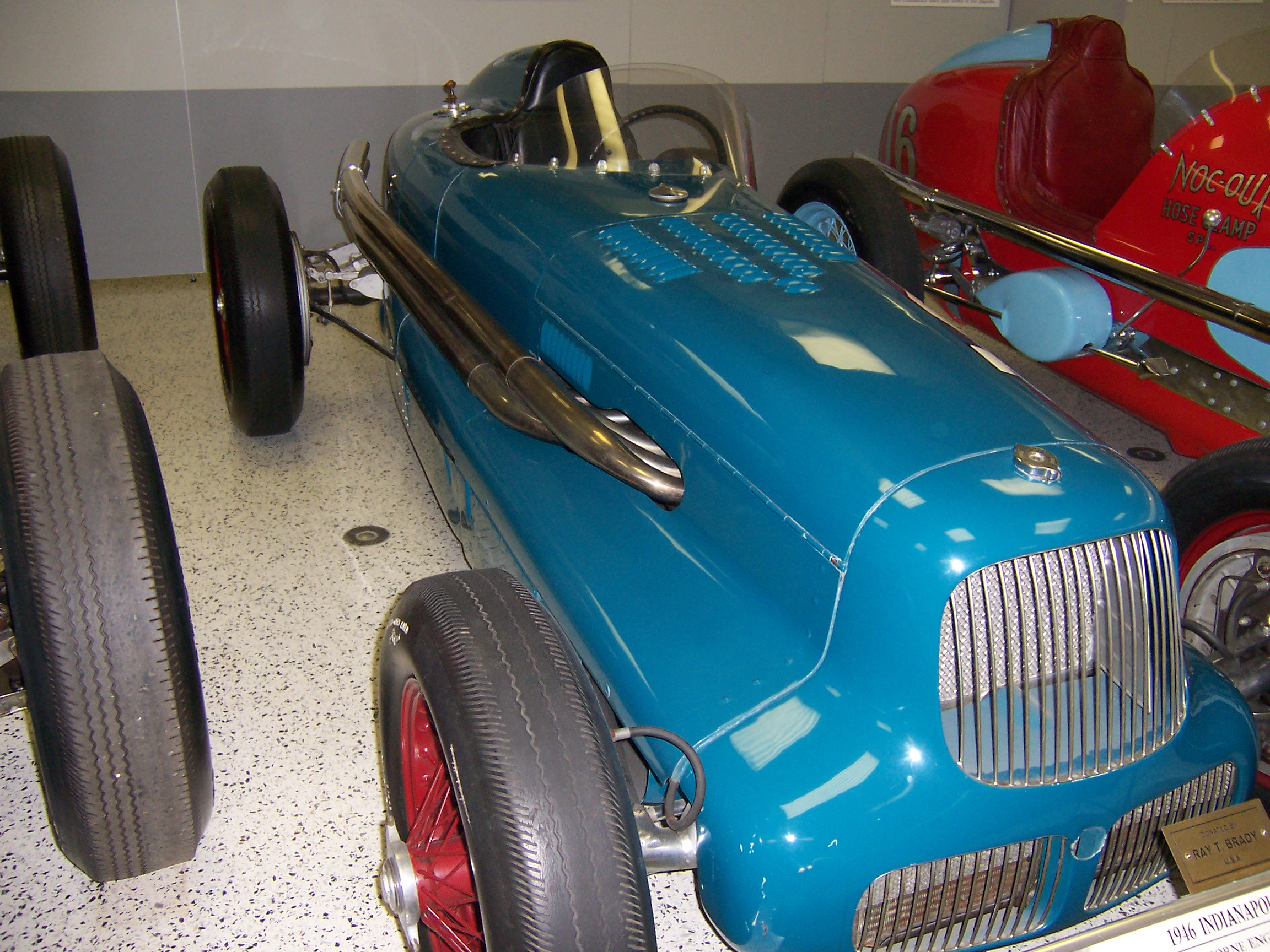
De auto waarmee George Robson de Indy 500 van 1946 won

De 30e Indianapolis 500 werd gereden op donderdag 30 mei 1946 op de Indianapolis Motor Speedway.  Amerikaans coureur George Robson won de race.

## Startgrid
| Rij | Binnen          | Midden            | Buiten           |
| --- | --------------- | ----------------- | ---------------- |
| 1   | Cliff Bergere   | Paul Russo        | Sam Hanks        |
| 2   | Hal Cole        | Jimmy Jackson     | Louis Durant     |
| 3   | Ted Horn        | Duke Dinsmore     | Mauri Rose       |
| 4   | Russ Snowberger | Emil Andres       | Joie Chitwood    |
| 5   | Al Putnam       | Rex Mays          | George Robson    |
| 6   | Jimmy Wilburn   | Chet Miller       | Harry McQuinn    |
| 7   | Ralph Hepburn   | Shorty Cantlon    | Henry Banks      |
| 8   | Louis Tomei     | Hal Robson        | George Barringer |
| 9   | Bill Sheffler   | Tony Bettenhausen | Mel Hansen       |
| 10  | Luigi Villoresi | Frank Wearne      | George Connor    |
| 11  | Billy Devore    | Duke Nalon        | Danny Kladis     |

## Race
| #                                  | Coureur           | Auto                   | Ronden | Opgave     |
| ---------------------------------- | ----------------- | ---------------------- | ------ | ---------- |
| 1                                  | George Robson     | Adams-Sparks           | 200    |            |
| 2                                  | Jimmy Jackson     | Miller-Offenhauser     | 200    |            |
| 3                                  | Ted Horn          | Maserati               | 200    |            |
| 4                                  | Emil Andres       | Maserati               | 200    |            |
| 5                                  | Joie Chitwood     | Wetteroth-Offenhauser  | 200    |            |
| 6                                  | Louis Durant      | Alfa Romeo             | 200    |            |
| 7                                  | Luigi Villoresi   | Maserati               | 200    |            |
| 8                                  | Frank Wearne      | Shaw-Offenhauser       | 197    |            |
| 9                                  | Bill Sheffler     | Bromme-Offenhauser     | 139    |            |
| 10                                 | Billy Devore      | Wetteroth-Offenhauser  | 167    | Mechanisch |
| 11                                 | Mel Hansen        | Kurtis-Duray           | 143    | Mechanisch |
| 12                                 | Russ Snowberger   | Maserati               | 134    | Mechanisch |
| 13                                 | Harry McQuinn     | Adams-Sparks           | 124    | Mechanisch |
| 14                                 | Ralph Hepburn     | Kurtis-Novi            | 121    | Mechanisch |
| 15                                 | Al Putnam         | Stevens-Offenhauser    | 120    | Mechanisch |
| 16                                 | Cliff Bergere     | Wetteroth-Offenhauser  | 82     | Mechanisch |
| 17                                 | Duke Dinsmore     | Adams-Offenhauser      | 82     | Mechanisch |
| 18                                 | Chet Miller       | Cooper-Offenhauser     | 64     | Mechanisch |
| 19                                 | Jimmy Wilburn     | Alfa Romeo             | 52     | Mechanisch |
| 20                                 | Tony Bettenhausen | Wetteroth-Miller       | 47     | Mechanisch |
| 21                                 | Danny Kladis      | Miller-Ford            | 46     | Mechanisch |
| 22                                 | Duke Nalon        | Maserati               | 45     | Mechanisch |
| 23                                 | Mauri Rose        | Lencki                 | 40     | Ongeval    |
| 24                                 | George Connor     | Kutis-Offenhauser      | 38     | Mechanisch |
| 25                                 | Hal Robson        | Bugatti-Miller         | 37     | Mechanisch |
| 26                                 | Louis Tomei       | Stevens-Brisko         | 34     | Mechanisch |
| 27                                 | Henry Banks       | Snowberger-Offenhauser | 32     | Mechanisch |
| 28                                 | Shorty Cantlon    | Miller-Offenhauser     | 28     | Mechanisch |
| 29                                 | George Barringer  | Miller                 | 27     | Mechanisch |
| 30                                 | Rex Mays          | Stevens-Winfield       | 26     | Mechanisch |
| 31                                 | Sam Hanks         | Stevens-Sampson        | 18     | Mechanisch |
| 32                                 | Hal Cole          | Alfa Romeo             | 16     | Mechanisch |
| 33                                 | Paul Russo        | Fageol-Offenhauser     | 16     | Ongeval    |
| Gemiddelde snelheid : 184,785 km/h |                   |                        |        |            |